# Kosmos 482
Kosmos 482 (ryska: Космос 482) var en sovjetisk rymdsond som var en del av Veneraserien av rymdsonder till planeten Venus. Den liknade Venera 8
Rymdsonden misslyckades att lämna sin omloppsbana runt jorden och delar av den återinträde i jordens atmosfär några timmar efter uppskjutningen. En sista delen återinträde i jordens atmosfär och slog ner i Indiska oceanen, först den 10 maj 2025.